# David Landsberg
David Landsberg (* 3. September 1944 in Brooklyn, New York City; † 5. August 2018 in Los Angeles) war ein US-amerikanischer Schauspieler, Drehbuchautor und Produzent.

## Leben
David Landsberg wurde 1944 in Brooklyn geboren. Sein Vater Arthur war Jurist, seine Mutter Sylvia Hausfrau. 1957 zog die Familie nach Massapequa, wo David die Plainedge High School besuchte. Anschließend ging er zwei Jahre aufs College und wurde 1966 bis 1968 zum Vietnamkrieg eingezogen, wo er im Fernmeldekorps der Armee diente. Nach seiner Rückkehr im darauffolgenden Jahr erhielt er im Jahr 1970 einen Abschluss in Marketing von der University of Maryland.
Er arbeitete dann in einer großen Marketingfirma, konnte sich damit aber nicht anfreunden und wollte lieber seinem Traum der Schauspielerei nachgehen. Es folgten Fernsehauftritte in C.P.O. Sharkey und Landsberg lieh in der Zeichentrickserie The Buford Files einer Hauptfigur die Stimme. Er hatte Gastauftritte in Love Boat, Fantasy Island, Eight Is Enough und Hart aber herzlich. Auch in Kinofilmen war er zu sehen, z. B. in Der Konflikt – Du oder Beide, Loose Shoes, Liebe auf den ersten Biss, und Skatetown, U.S.A. In den 1980er Jahren schrieb er zusammen mit Lorin Dreyfuss die Drehbücher zu den Filmen Die Klugscheißer und Sturzflug ins Chaos – Wenn schräge Vögel fliegen lernen, in denen beide auch die Hauptrollen spielten. Diese Filme waren finanziell nicht sehr erfolgreich, konnten bei Fans kitschiger 80er-Jahre-Komödien aber einen gewissen Kultstatus erlangen.
David Landsberg war als ausführender Produzent und Drehbuchautor z. B. bei den Fernsehserien 4x Herman, Daddy's Girls, Cosby und The Love Boat: The Next Wave tätig.
Er war von 1966 bis 1987 mit Jean Hart verheiratet und hatte mit ihr zwei Kinder. Einen Monat vor seinem 74. Geburtstag starb David Landsberg am 5. August 2018 im Cedars Sinai Medical Center in Los Angeles aufgrund von Komplikationen nach einer Speiseröhrenkrebsoperation. Beigesetzt wurde er im Mount Sinai Memorial Park Cemetery in Hollywood Hills.

## Filmografie
| - 1976–1978: C.P.O. Sharkey (Fernsehserie) - 1977/1979: Love Boat (Fernsehserie) - 1978: Loose Schoes (Kinofilm) - 1979/1982: Hart aber herzlich (Fernsehserie) - 1979: Reichtum ist keine Schande (Kinofilm) - 1979: Liebe auf den ersten Biss (Kinofilm) - 1979: Skatetown, U.S.A. (Kinofilm) - 1979: Die H.L.M. Puff-Company (Kinofilm) - 1982: Hart aber herzlich (Hart to Hart; Folge: Die Zinnoberrote) - 1983: Der Konflikt – Du oder Beide (Kinofilm) - 1986: Die Klugscheißer (Kinofilm) - 1987: Sturzflug ins Chaos – Wenn schräge Vögel fliegen lernen - 1989: Alles auf Sieg (Kinofilm) - 1990: Lenny (Fernsehserie) - 2001–2003: Stanley (Zeichentrickserie) | - 1982–1983: Fantasy Island (Fernsehserie) - 1986: Die Klugscheißer (Kinofilm) - 1987: Sturzflug ins Chaos – Wenn schräge Vögel fliegen lernen - 1988: Raumschiff Enterprise – Das nächste Jahrhundert (Fernsehserie) - 1991: Blossom (Fernsehserie) - 1991–1993: 4x Herman (Fernsehserie) - 1994: Daddy's Girls (Fernsehserie) - 1996–1998 Cosby (Fernsehserie) - 1998–1999: Love Boat: The Next Wave - 2010: Sex Tax | - 1984: Second Edition (Fernsehfilm) - 1990–1991: Blossom (Fernsehserie) - 1991–1993: 4x Herman (Fernsehserie) - 1994: Daddy's Girls (Fernsehserie) - 1996–1997: Cosby (Fernsehserie) - 1998: Love Boat: The Next Wave - 2010: Sex Tax |